# Faraoulia
Faraoulia o Faraoualia (a vegades apareix escrit com Faroulia) fou una població a la frontera entre Guinea i Mali, a uns 50 km a l'est de Siguiri, capital del país anomenat Bidiga.
Samori Turé va dominar la població el 1882. Al acostar-se el hivern de 1885, després de combatre els francesos al sud de Niagassola, Samori Turé es va retirar a Faraoulia. Posteriorment fou cedida per Samori a França al tractat de Kéniebacoro de 25 de març de 1886 i annex de 16 d'abril de 1886. No obstant Samori encara va anar a l'estiu de 1886 a la població on va recaptar impostos.